# Bricks and clicks
 (août 2020).
Si vous disposez d'ouvrages ou d'articles de référence ou si vous connaissez des sites web de qualité traitant du thème abordé ici, merci de compléter l'article en donnant les références utiles à sa vérifiabilité et en les liant à la section « Notes et références ».
Les expressions bricks and clicks, ou encore click and mortar font référence à des entreprises qui proposent des processus complémentaires de vente qui combinent de la distribution classique de vente en magasin ou en point de vente physique (hors-ligne) et de la vente par Internet (en ligne).

## Dans le monde

### En France
Cette notion est aussi nommée par les expressions suivantes : retrait en magasin, click & collect, check & reserve, click & pick up, reserve & collect, réservation en ligne, etc.
La Fnac et la SNCF sont des exemples connus de bricks and clicks. De nos jours, la plupart des enseignes classiques de la distribution ont créé leur site de vente de ligne et correspondent donc à un modèle click & mortar. Certains acteurs ont développé des modèles click & mortar plus complexes dans d'autres secteurs moins évident : Aramisauto dans le secteur automobile, mais également M&M's avec la création de son site Internet de commandes de M&M's personnalisés.

### Au Canada
En francais, on trouve différentes formules, telles que : « achetez en ligne, ramassez au magasin », « cueillette en succursale », « cueillette en magasin », service « cliquez, achetez, ramassez ». Des sites anglophones de commerce électronique affichent « buy online, pick up in store » ou encore « store pickup ».

## Étymologie
Les expressions anglaises bricks and clicks (« des briques et des clics »), ou encore click and mortar (« des clics et du mortier »  sont construites par analogie avec l'expression usuelle brick and mortar (« des briques et du mortier »).
On exprime cette expression en français par : boutique électronique et traditionnelle, magasin électronique et traditionnel, entreprise clic et mortier, et entreprise électronique et traditionnelle.

## Pure player
Le modèle de distribution bricks and clicks s'oppose à un modèle « point-com tout virtuel », également appelé pure player, où seul le commerce en ligne est proposé aux clients. Certains opérateurs « tout virtuel » semblent réorienter une partie de leur stratégie de distribution vers du bricks and clicks.